# Cenerata
La cenerata è un processo di filtrazione della cenere attraverso un panno di stoffa con acqua calda o bollente per estrarre i carbonati presenti nella cenere, in particolare il carbonato di sodio.
Questa operazione veniva praticata fino agli anni cinquanta-sessanta. L'acqua carbonata prodotta era utilizzata per lavare e sbiancare il bucato in particolare le lenzuola o per decorticare i legumi in particolare i ceci. Per questi ultimi il procedimento di filtrazione veniva fatto la sera prima della cottura dei legumi, facendoci colare l'acqua di filtraggio direttamente sopra, ed il mattino seguente i ceci venivano lavati privati delle bucce e messi al fuoco. Dopo quest'operazione queste leguminose risultavano più morbide e saporite nonché più veloci da cuocere.